# Јаковље (општина)
Јаковље је насељено место и седиште општине у Загребачкој жупанији, Хрватска. До територијалне реорганизације у Хрватској налазило се у саставу бивше велике општине Доња Стубица.

## Становништво
На попису становништва 2011. године, општина Јаковље је имала 3.930 становника, од чега у самом Јаковљу 2.572.

## Попис1991.
На попису становништва 1991. године, насељено место Јаковље је имало 2.586 становника, следећег националног састава:
| Попис 1991.‍   | Попис 1991.‍  | Попис 1991.‍ | Попис 1991.‍ | Попис 1991.‍ |
| ------------- | ------------ | ----------- | ----------- | ----------- |
|               |              |             |             |             |
| Хрвати        | Хрвати       |             | 2.545       | 98,41%      |
| Југословени   | Југословени  |             | 7           | 0,27%       |
| Срби          | Срби         |             | 4           | 0,15%       |
| Муслимани     | Муслимани    |             | 3           | 0,11%       |
| Македонци     | Македонци    |             | 2           | 0,07%       |
| Мађари        | Мађари       |             | 1           | 0,03%       |
| Словенци      | Словенци     |             | 1           | 0,03%       |
| неопредељени  | неопредељени |             | 3           | 0,11%       |
| непознато     | непознато    |             | 20          | 0,77%       |
| укупно: 2.586 |              |             |             |             |